# Awsam Al Sayed
Awsam Al Sayed (en árabe: أوسام عمر السيد‎) (Abyan, 5 de abril de 1987 - Ibídem, 5 de agosto de 2013) fue un jugador de fútbol yemení que jugaba en la demarcación de defensa.

## Biografía
Awsam Al Sayed debutó como futbolista oficial en 2002 con el Hassan Abyan, con tan solo 15 años, llegando a conseguir el subcampeonato de la Liga Yemení en 2007. Además, Awsam Al Sayed contó con 23 partidos jugados para la selección de fútbol de Yemen, siendo convocado por primera vez el 15 de noviembre de 2006 para jugar la clasificación para la Copa Asiática 2007, haciendo su debut contra la selección de fútbol de la India, en un partido que acabó con un resultado de 2-1 a favor del equipo yemení.
El 5 de agosto de 2013 Awsam Al Sayed sufrió un accidente de tráfico en su ciudad natal, falleciendo en el acto a los 26 años de edad.

## Clubes
| Club         | País  | Año         |
| ------------ | ----- | ----------- |
| Hassan Abyan | Yemen | 2002 - 2013 |